# Death Grips
Death Grips is een experimenteel hiphoptrio uit Sacramento, Californië. De groep werd in 2010 opgericht door vocalist Ride (artiestennaam van Stefan Burnett), drummer Zach Hill en keyboardist Andy Morin.

## Biografie
De eerste mixtape van de groep, Exmilitary, verscheen in 2011 en werd positief ontvangen door muziekcritici. De groep tekende een platencontract met Epic Records en bracht in 2012 twee albums uit: The Money Store en NO LOVE DEEP WEB (gestileerd als NØ LØV∑ D∑∑P W∏B). Nadat laatstgenoemde album door de groep zelf beschikbaar werd gesteld als gratis download werd hun platencontract door Epic ontbonden. Het volgende album, Government Plates werd onder het eigen label Third World Records uitgebracht. 
In 2014 kondigde de groep hun opheffing aan, met het dubbelalbum The Powers That B als laatste project. De eerste helft van het dubbelabum, Niggas on the moon, verscheen in juni 2014 en maakte grootschalig gebruik van samples van de IJslandse zangeres Björk. De tweede helft, Jenny Death, verscheen in maart 2015. Rond dezelfde tijd gaf de groep aan toch niet te zijn opgeheven. In 2016 verscheen hun vijfde album, Bottomless Pit, wat door veel critici hun beste album tot nu toe wordt genoemd. In mei 2017 bracht de band de 22 minuten lange single Steroids (Crouching Tiger Hidden Gabber Megamix) uit en kondigden ze aan dat ze werken aan een zesde studioalbum. Op 22 juni 2018 verscheen dit album onder de naam The Year of the Snitch.

## Bezetting
- Ride – vocalen, tekst
- Zach Hill – drums, programmering, productie, keyboard, synthesizer
- Andy Morin – keyboards, programmering, productie, keyboard, synthesizer, basgitaar

## Discografie

### Studioalbums
- The Money Store (2012)
- NO LOVE DEEP WEB (2012)
- Government Plates (2013)
- The Powers That B (2015)
- Bottomless Pit (2016)
- Year of the Snitch (2018)

### Mixtapes
- Exmilitary (2011)
- Death Grips (2011)

### Ep's
- Fashion Week (2015)
- Interview (2016)
- Steroids (Crouching Tiger Hidden Gabber Megamix) (2017)
- Gmail and the Restraining Orders (2019)